# Canyoning
Le canyoning, ou canyonisme, ou descente de canyon, est un sport de pleine nature apparenté à la spéléologie, à la randonnée pédestre, à l'escalade et à l'alpinisme d'une part, et aux sports d'eaux vives d'autre part. Il consiste à progresser dans le lit de cours d'eau dont le débit va de faible (parfois nul pour les « canyons secs ») à important, dans des portions où ceux-ci cheminent dans des gorges ou des ravins étroits, avec des cascades de hauteurs variées (max 350 m en France métropolitaine).
Le plus souvent, la progression suit le lit du ruisseau et le sens d'écoulement de l'eau. Elle s'effectue principalement à pied, mais également à la nage ou en utilisant les techniques de progression sur corde couramment utilisées en spéléologie, en particulier la descente en rappel.
Les parcours ne présentant pas de difficultés vis-à-vis de la verticalité sont dénommés randonnées aquatiques. Par fort débit, ils nécessitent une bonne maîtrise de la nage en eau vive. La progression dans les ravins barrés de nombreuses cascades impose de maîtriser les manœuvres de cordes (principalement la technique du rappel). Le canyoning est donc une discipline spécifique qui demande une bonne expérience et diverses connaissances et compétences pour être pratiquée en toute sécurité.
Le canyoning ludique (en général un parcours avec peu ou pas de passages verticaux de grande hauteur), consistant en une succession de sauts et de toboggans, tel qu'il apparaît dans de nombreux reportages, ne représente qu'une partie de l'activité. Cette pratique peut prendre un aspect commercial lorsque des professionnels (moniteurs de canoë-kayak, d'escalade, de spéléologie et guides de haute-montagne ou moyenne montagne en règle générale) encadrent des pratiquants occasionnels dans des canyons présentant diverses caractéristiques : course de longueur moyenne à courte, accès facile, peu de marche dans le canyon, cadre esthétique. Des pratiquants réguliers et autonomes cherchent au contraire des sites plus difficiles et/ou moins parcourus. Certains, enfin, recherchent particulièrement l'aspect sauvage, et pratiquent alors le canyonisme d'aventure, où la motivation principale est l'exploration et non la difficulté technique.

## Attraits du canyoning

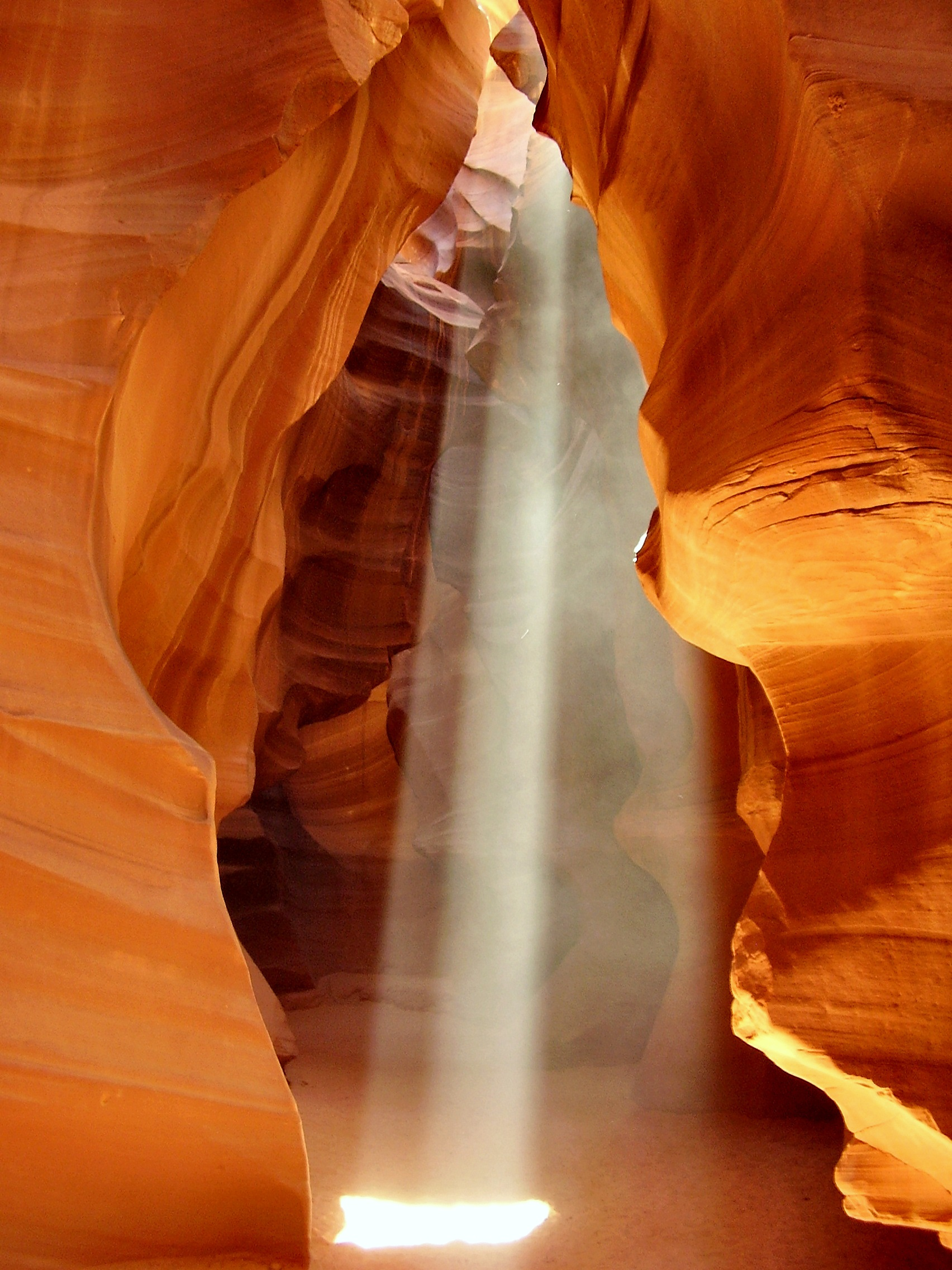
Antelope Canyon, (Utah, E-U)

Le relief et les conditions climatiques et géologiques locales et régionales déterminent une grande variété dans les parcours permettant la pratique du canyoning. Les gorges entaillées en terrains calcaires (Préalpes) ou gréseux (parc national de Zion, Utah, États-Unis) présentent les parois les plus verticales, offrant aux pratiquants l'extraordinaire occasion de marcher ou de nager dans un couloir dont la largeur peut être inférieure à un mètre, pour une hauteur de plusieurs dizaines de mètres. Dans d'autres conditions, le passage des obstacles rencontrés amène à expérimenter divers aspects de l'activité qui font le bonheur des pratiquants. Certains ressauts rocheux sont passés en désescalade. Des cascades sont descendues en rappel, dans la gerbe d'eau en cas de très faible débit ou dans le brouillard qui l'entoure. Les amas de blocs dans lesquels les crues ont dégagé des passages donnent parfois l'impression de cheminer dans un labyrinthe dont l'écoulement de l'eau à l'étiage est le fil d'Ariane. Avec les précautions d'usage, certains ressauts et cascades peuvent donner lieu à des sauts spectaculaires dans des vasques d'eau souvent limpide, mais parfois aussi croupie. Enfin, certains passages constituent de véritables toboggans aquatiques naturels dans lesquels il est possible de se laisser emporter. Ces toboggans sont assez rares en milieu calcaire, qui reste souvent, sous l'érosion, rugueux et stratifié. On trouve les meilleurs toboggans dans les canyons granitiques (Corse, Pyrénées-Atlantiques et Pyrénées-Orientales, Savoie), basaltiques (Réunion), ou sur gneiss (Pyrénées-Orientales).

## Histoire du canyoning

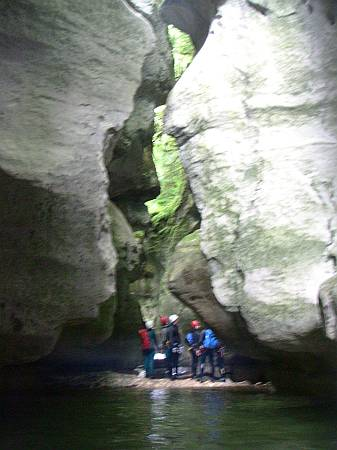
Groupe de canyonistes contemplant le creusement du canyon du Groin (Ain)

Depuis toujours et sur tous les continents habités, des pêcheurs téméraires se sont aventurés dans de nombreuses gorges étroites. D'autres sites plus difficiles d'accès ont eu comme premiers visiteurs des spéléologues. Parmi ces pionniers de la fin du XIXe siècle et du début du XXe siècle, les noms de Édouard-Alfred Martel, de Armand Jamet et de Lucien Briet sont les plus régulièrement cités.
La période de 1950 à 1980 a vu les premières se multiplier. En particulier, la découverte de certains massifs, au premier rang desquels la Sierra de guara en Espagne, s'est systématisée. Dans les années 1980, l'activité a quitté le stade d'une audience confidentielle pour devenir un sport de plein air plus largement pratiqué et plus ou moins clairement identifié dans le grand public.

## Équipement des pratiquants

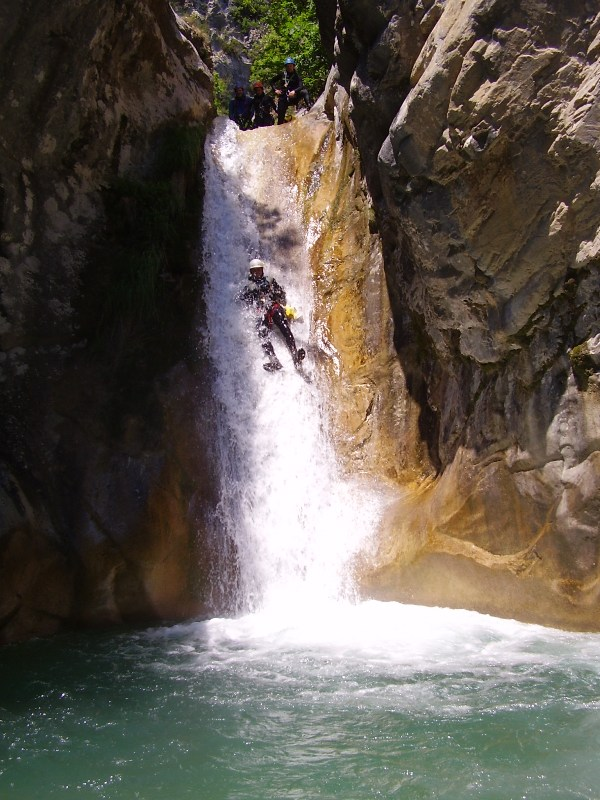
Toboggan dans le canyon de La Maglia (Alpes-Maritimes, France)

L'équipement des pratiquants comprend l'équipement individuel et l'équipement collectif.
L'équipement individuel inclut au minimum une combinaison néoprène, un casque, des chaussures ne craignant pas l'eau, et un baudrier de canyoning (ou un baudrier d'escalade avec une protection contre l'abrasion) équipé de deux longes et d'un descendeur.
L'équipement collectif est essentiellement constitué de cordes, de matériel de progression (mousquetons, dégaines, descendeurs supplémentaires), de matériel de sécurité et de secours (corde de secours, matériel de remontée sur corde, trousse à pharmacie, lampe, etc.). Il est partagé dans le groupe, et transporté dans des sacs perforés pour permettre l'évacuation rapide de l'eau. Le matériel devant rester à l'abri de l'eau est placé soit dans des sacs étanches (pour les objets mous : vêtements de rechange, sandwichs, etc.), soit dans des bidons étanches (pour les objets durs ou tranchants : téléphone portable, boîtes de conserve, etc.). Ces bidons étanches ont aussi pour fonction de faire flotter les sacs (s'il n'y en a pas assez, on les remplace par des bouteilles en plastique plus ou moins vides).
Les plus parcourus des sites de canyoning comportant des passages en rappel sont souvent eux-mêmes équipés : des ancrages artificiels permanents sont mis en place pour pallier l'absence d'ancrage naturel adéquat. Ils doivent permettre de placer la corde de sorte que la descente puisse s'effectuer dans de bonnes conditions, tout en rendant possible le rappel de la corde depuis le bas, après la descente du dernier équipier.

## Dangers du canyoning

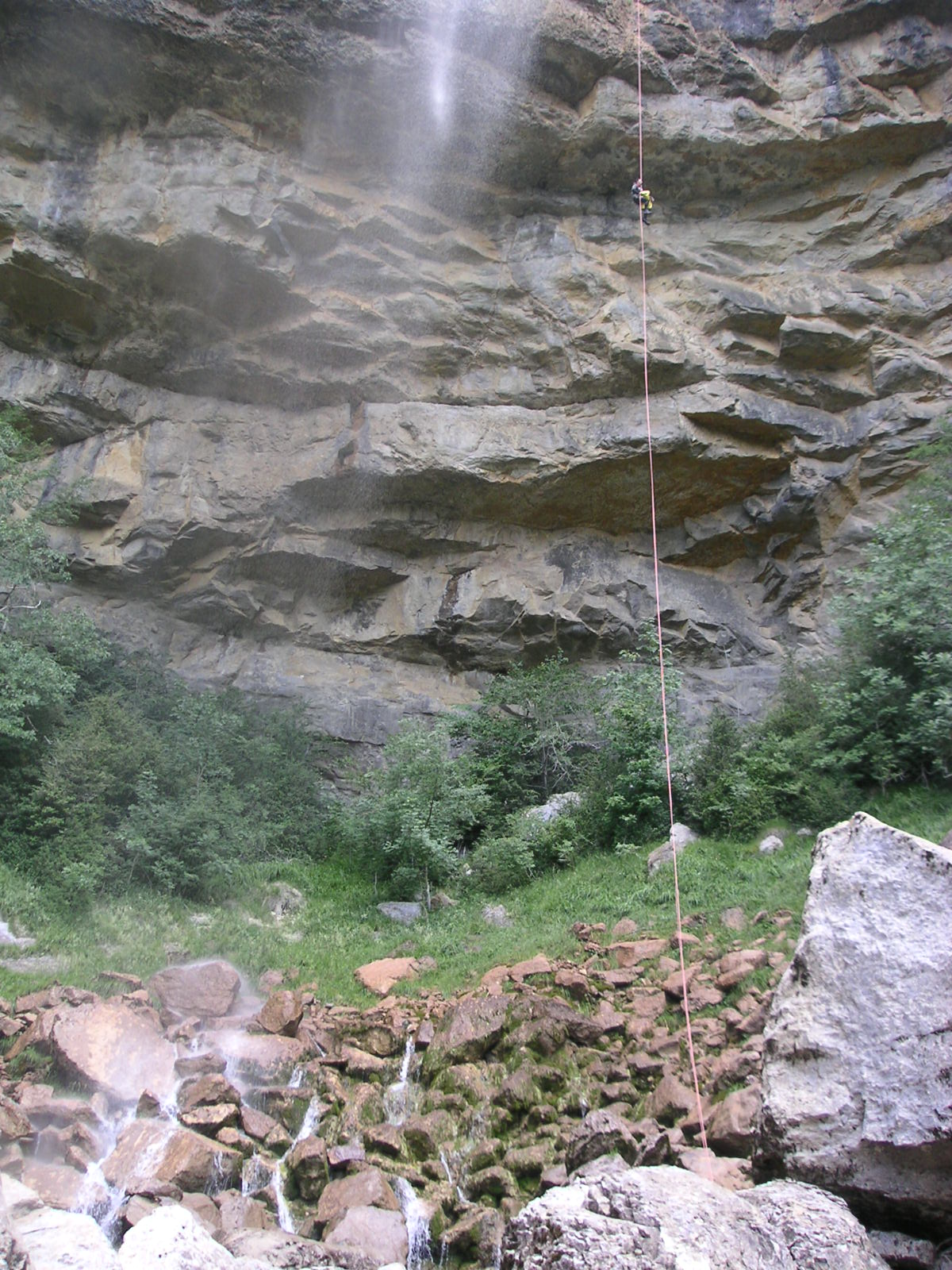
Descente en rappel : cascade surplombante de 65 m (cascade de la queue de cheval, canyon du Grosdar, Saint-Claude, Jura)

Si le canyoning conjugue de nombreux attraits des activités dont il se rapproche, il en présente aussi les dangers, liés au vide, au terrain et à l'eau vive. Les accidents sont dus à plusieurs facteurs.
L'engagement, tout d'abord, car beaucoup de courses ne présentent pas ou peu de possibilités de quitter le parcours avant son terme (dans le cas contraire, on parle d'échappatoire) ou de le remonter en sens inverse. La montée des eaux et l'extraordinaire augmentation du débit occasionnées soudainement par un orage sur le bassin versant du cours d'eau, constituent alors le principal danger et sont la cause de la majorité des accidents mortels constatés. Il est donc vital de s'engager uniquement avec des conditions météorologiques adéquates.
La présence d’ouvrage hydro-électrique (barrage, prise d’eau, centrale) peut engendrer à tout moment, même par beau temps, une variation de débit et de hauteur d’eau dans les canyons. Il est donc nécessaire de se renseigner sur la présence ou non de ces ouvrages et sur les consignes de sécurité à respecter.
Ensuite, la méconnaissance des dangers de l'eau vive est source de beaucoup d'accidents. Nombre de personnes se retrouvent en effet piégées par les mouvements d'eau au pied des obstacles (toboggans ou cascades) car elles n'ont pas su repérer le risque.
Autre facteur, l'inconscience des dangers liés au terrain. C'est ainsi qu'il ne faut jamais stationner en bas d'un rappel à cause du risque de chutes de pierres. Enfin, le caractère très ludique que le canyoning présente dans les conditions optimales de pratique, peut avoir pour effet de réduire la prise en compte des risques objectifs, ou peut amener à cette activité des personnes insuffisamment conscientes des dangers encourus. Plonger dans une vasque, sauter ou glisser en toboggan sans vérifier au préalable l'absence d'obstacles dans la vasque et la profondeur de celle-ci, peuvent provoquer de graves accidents.
L'étude de l'accidentologie dans la pratique du canyoning,, semble faire apparaître certaines tendances remarquables :
- « la plupart des accidents corporels surviennent non pas sur des erreurs techniques mais surtout lors de progressions aquatiques : sauts, toboggans, glissades lors de marche ou désescalades »[9] ;
- « les décès sont principalement dus au caractère aquatique »[9].

## Impact écologique

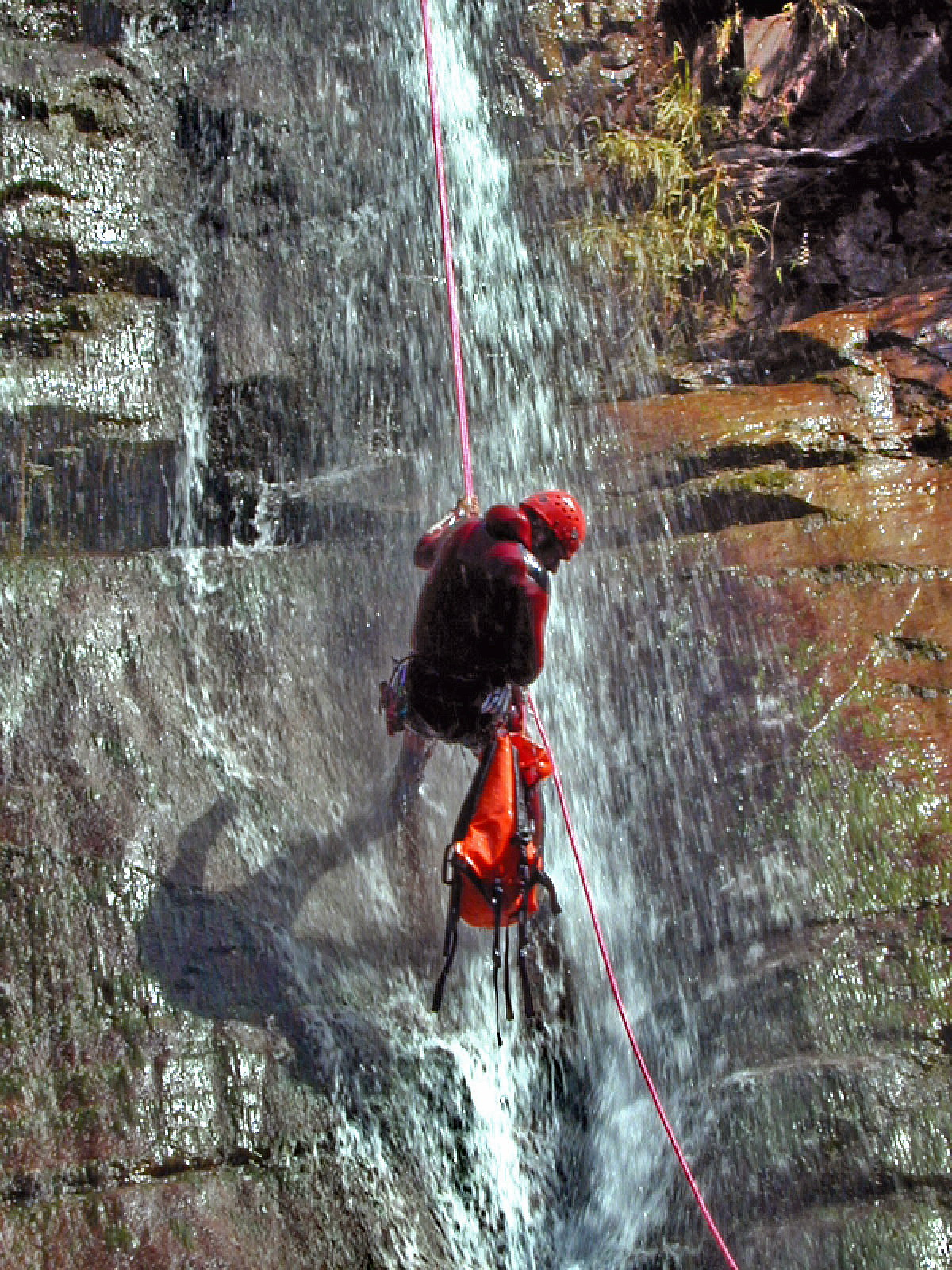
Rappel arrosé dans la clue d'Amen

Cette activité est souvent suspectée de dégrader les biotopes particuliers que constituent les cours d'eau. Certaines associations écologistes demandent l'arrêt de ces pratiques ou que certains cours d'eau soient sacrifiés pour la pratique de ce sport mais que d'autres en soient préservés. Considérant ces problèmes, la "commission canyon" de la Fédération Française de Spéléologie a fait réaliser en 1995, par le laboratoire de Biologie de la faculté des sciences d'Orsay, une étude d'impact de l'activité. Il s'est avéré que le principal problème pouvant être rencontré est le piétinement dans les zones à graviers et à sables, conduisant à une diminution du nombre d'individus par espèces au cours de la saison. L'impact sur les canyons très rocheux, comme le sont souvent les plus parcourus par les guides professionnels et leurs clients (Llech, Maglia, Blache, etc.) est donc réduit[réf. nécessaire].
Le respect de règles simples par les pratiquants (s'il y a moins de 40 cm de fond, on ne peut pas nager, donc on marche sur le côté du cours d'eau) peut diminuer fortement l'impact sur les canyons très parcourus.

## Pratique par pays

### France
On compte 330 000 licenciés pour un total de 663 000 pratiquants, et 25 départements français proposent l'activité. Le département des Pyrénées-Atlantiques compte environ 11 000 passages annuels pour 9 500 usagers. Dans les Pyrénées-Orientales il y a 30 000 passages par an. La pratique du canyoning constitue une composante plus ou moins importante de l'activité culturelle puis marchande des territoires de montagne.
Depuis 2018, se développe en France un canyoning côtier appelé coasteering.

#### Cadre réglementaire
Depuis le 15 mars 2022, le ministère français chargé des sports a délégué la gestion du canyoning en France à une commission rassemblant les 3 trois fédérations intervenant sur des activités de montagnes : la Fédération française de la montagne et de l'escalade (FFME), la Fédération française de spéléologie et la FFCAM. Début 2010, une convention inter fédérale (CCI pour commission canyon inter fédérale) a été signée par la FFME, la FFS et la Fédération française des clubs alpins et de montagne (FFCAM).
Des documents de référence ont ainsi vu le jour :
- sur l'encadrement de l'activité, la FFME avec la FFS, 19 juillet 2004[13] ;
- sur la sécurité en canyonisme, la FFME avec la FFS, 24 septembre 2005[4] ;
- sur le classement des sites, FFME avec la FFS, en concertation avec des syndicats de professionnels concernés et le Club alpin français, 7 mars 2009[14].

Le 26 mai 2010, le ministère français chargé des sports a créé une mention « canyonisme » pour le diplôme d’État de la jeunesse, de l'éducation populaire et du sport spécialité « perfectionnement sportif ».

### Japon
Au Japon, il existe une forme de canyoning appelée sawanobori. Celui-ci se distingue du canyoning par le fait que sa pratique vise moins à réaliser une performance sportive qu'une exploration du milieu naturel montagnard. D'autre part, la progression du grimpeur sur le parcours s'effectue suivant le sens opposé à celui de l'écoulement de l'eau ; il s'agit de remonter à la source d'un petit cours d'eau de montagne et, si possible, d'atteindre le sommet de la montagne.